# Cyamodontidae
Famille
Les Cyamodontidae sont une famille appartenant à l'ordre des Placodontia. Elle abrite un seul genre : Cyamodus.
Cependant, Protenodontosaurus pourrait être affecté à cette famille, mais il y a des incertitudes car ils possèdent des caractéristiques typiques des Cyamodontidae et des Placochelyidae.
La famille a été créée en 1863 par Hermann von Meyer.